# Глава Республики Коми
Глава Республики Коми (коми Коми республикаса Юралысь) — высшее должностное лицо Республики Коми.

## История

### Первый секретарь Коми обкома
Роль руководителя региона в советский период исполняли Первые секретари Коми областного комитета Коммунистической партии.

### Глава Республики Коми
Первым главой Коми 7 июня 1994 года стал Юрий Спиридонов. Избран 8 мая 1994 года (49,8 % поддержки), переизбран на досрочных выборах 30 ноября 1997 года (поддержка — 57 %).
По результатам выборов 16 декабря 2001 года с января 2002 года республику возглавил Владимир Торлопов (39,75 % голосов). 7 декабря 2005 года, в соответствии с новым законодательством, по предложению президента Владимира Путина, Торлопов был утвержден на новый срок Государственным Советом Республики Коми.
В начале 2010 года по представлению президента России Дмитрия Медведева главой Коми был назначен Вячеслав Гайзер, ранее занимавший пост министра финансов республики.
В начале мая 2012 года президент России Дмитрий Медведев подписал закон, вернувший в России прямые выборы глав регионов. Закон вступил в силу 1 июня 2012 года. Вслед за этим Государственный Совет Республики Коми внёс соответствующие изменения в конституцию республики и в закон «О выборах Главы Республики Коми».
21 июня 2012 года депутаты Госсовета Коми приняли поправки в конституцию республики Коми, которые увеличили срок пребывания у власти главы республики с 4 до 5 лет. Также были до 5 лет были увеличены и сроки депутатов Госсовета Коми следующего созыва.
14 января 2014 года президент Владимир Путин назначил Вячеслава Гайзера временно исполняющим обязанности главы республики Коми в связи с истечением срока его полномочий до выборов. 14 сентября того же года переизбран с результатом 78,97 % голосов. Спустя год 19 сентября 2015 года Гайзер был обвинен в организации преступного сообщества и задержан для дальнейшего расследования. 20 сентября суд заключил его под стражу до 18 ноября 2015 года с содержанием в СИЗО «Лефортово». Вопреки ожиданиям, за арестом не последовало немедленного снятия с должности.
Бывший глава Коми Владимир Торлопов признал свою вину в создании преступного сообщества и мошенничестве на 2,5 млрд рублей. Об этом сообщил следователь на заседании Басманного суда Москвы, где решается вопрос об избрании обвиняемому меры пресечения в виде домашнего ареста.

## Полномочия
Согласно Конституции Республики Коми, её глава осуществляет следующие основные полномочия:
1) осуществляет в пределах своих полномочий меры по реализации, обеспечению и защите прав и свобод человека и гражданина, охране собственности и общественного порядка, противодействию терроризму и экстремизму, борьбе с преступностью;
2) представляет Республику Коми в отношениях с федеральными органами государственной власти, органами государственной власти субъектов Российской Федерации, органами местного самоуправления и при осуществлении международных и внешнеэкономических связей, при этом вправе подписывать договоры и соглашения от имени Республики Коми;
3) обнародует законы, удостоверяя их обнародование путём подписания законов, либо отклоняет законы, принятые Государственным Советом Республики Коми;
4) формирует Правительство Республики Коми в соответствии с законодательством Республики Коми и принимает решение об отставке Правительства Республики Коми;
5) осуществляет контроль за деятельностью Правительства Республики Коми, иных органов исполнительной власти Республики Коми;
6) обеспечивает координацию деятельности органов исполнительной власти Республики Коми с иными органами государственной власти Республики Коми и в соответствии с законодательством Российской Федерации может организовывать взаимодействие органов исполнительной власти Республики Коми с федеральными органами исполнительной власти и их территориальными органами, органами местного самоуправления и общественными объединениями;
7) вносит в Государственный Совет Республики Коми на согласование предложения по назначению на должность заместителя Главы Республики Коми; Председателя Правительства Республики Коми; министра финансов Республики Коми; представителей Республики Коми в Российской Федерации и её субъектах, на территориях иностранных государств; Уполномоченного по правам человека в Республике Коми;
8) назначает на должности и освобождает от должности должностных лиц Республики Коми в системе исполнительной власти Республики Коми в соответствии с законом Республики Коми;
9) определяет структуру органов исполнительной власти Республики Коми;
10) представляет в Государственный Совет Республики Коми ежегодные отчеты о результатах деятельности Правительства Республики Коми, в том числе по вопросам, поставленным Государственным Советом Республики Коми; в указанных отчетах определяет основные направления социально-экономического развития Республики Коми на соответствующий период.

## Срок полномочий
С 2012 года глава республики избирается на 5 лет. До этого срок его полномочий составлял 4 года.

## Список глав Республики Коми
| №   | Фото             | Имя (Годы жизни)                            | Срок полномочий     | Срок полномочий   | Срок полномочий   | Партия | Партия        | Выборы | Примечания |
| №   | Фото             | Имя (Годы жизни)                            | Вступил в должность | Покинул должность | Время в должности | Партия | Партия        | Выборы | Примечания |
| --- | ---------------- | ------------------------------------------- | ------------------- | ----------------- | ----------------- | --- | ------------- | --- | --- |
| 1   |                  | Юрий Алексеевич Спиридонов (1938–2010)      | 7 июня 1994         | 15 января 2002    | 7 лет и 222 дня   | | Независимый   | 1994 1997 | Первый всенародно избранный глава Республики Коми. В 1994 году получил поддержку 50,98% избирателей, а в 1997 году — 57,19%. |
| 2   |                  | Владимир Александрович Торлопов (род. 1949) | 15 января 2002      | 15 января 2006    | 8 лет             | | Независимый   | 2001 | В 2001 году получил поддержку 39,75% избирателей.                                                                            |
| 2   | 15 января 2006   | Владимир Александрович Торлопов (род. 1949) | 15 января 2010      |                   | 8 лет             | Единая Россия | Назначен      | После отмены прямых губернаторских выборов в 2004 году, был переназначен на должность президентом Путиным в 2006 году. | |
| 3   |                  | Вячеслав Михайлович Гайзер (род. 1966)      | 15 января 2010      | 14 января 2014    | 3 года 364 дня    | | Единая Россия | Назначен | Назначен на должность президентом Медведевым в 2010 году.                                                                    |
| –   | 14 января 2014   | Вячеслав Михайлович Гайзер (род. 1966)      | 19 сентября 2014    | 248 дней          | Назначен          | После истечения срока полномочий президент Путин освободил Вячеслава Гайзера от должности главы Республики Коми и назначил его временно исполняющим обязанности руководителя республики.                                  | Единая Россия | | |
| (3) | 19 сентября 2014 | Вячеслав Михайлович Гайзер (род. 1966)      | 30 сентября 2015    | 1 год и 11 дней   | 2014              | После протестов 2011—2013 годов были возвращены прямые губернаторские выборы и на выборах 2014 года получил поддержку 78,97% избирателей. С 19 по 30 сентября 2014 года исполнял обязанности главы, находясь под арестом. | Единая Россия | | |
| –   |                  | Сергей Анатольевич Гапликов (род. 1970)     | 30 сентября 2015    | 22 сентября 2016  | 358 дней          | | Единая Россия | Назначен | Назначен президентом Путиным временно исполняющим обязанности Главы Республики Коми.                                         |
| 4   | 22 сентября 2016 | Сергей Анатольевич Гапликов (род. 1970)     | 2 апреля 2020       | 3 года и 193 дня  | 2016              | Получил поддержку 62,17% избирателей. | Единая Россия | | |
| –   |                  | Владимир Викторович Уйба (род. 1958)        | 2 апреля 2020       | 23 сентября 2020  | 174 дня           | | Независимый   | Назначен | Назначен президентом Путиным временно исполняющим обязанности Главы Республики Коми.                                         |
| 5   | 23 сентября 2020 | Владимир Викторович Уйба (род. 1958)        | 5 ноября 2024       | 4 года и 43 дня   |                   | Единая Россия | 2020          | Получил поддержку 73,18% избирателей.                                                                                  | |
| –   |                  | Ростислав Эрнстович Гольдштейн (род. 1969)  | 5 ноября 2024       | в должности       | 8 месяцев 11 дней | Единая Россия | Назначен      | Назначен президентом Путиным временно исполняющим обязанности Главы Республики Коми.                                   | |

### Комментарии
1. ↑  До 1990 года состоял в КПСС, затем с 1990 по 1991 год был членом партии «Наш дом — Россия», а с 2003 по 2007 год состоял в партии «Единая Россия».
2. ↑  До 1990 года состоял в КПСС, затем с 1994 по 1995 год был членом «Партии любителей пива».
3. ↑  Состоял в партии с 2004 по 2019 год, когда был исключён после приговора суда по делу Гайзера.
4. ↑  Исключён из партии в 2019 году после приговора суда.
5. ↑  Ранее состоял в КПСС.